# 6-Stunden-Rennen von Watkins Glen 1970

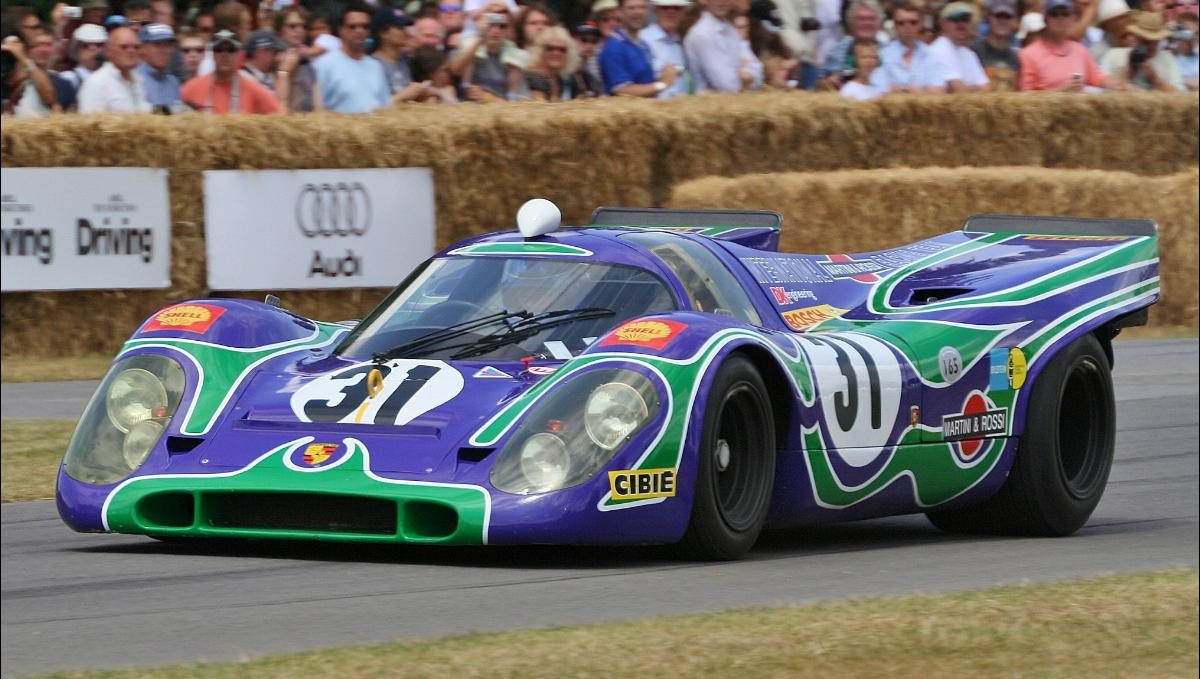
Der Porsche 917K mit der Startnummer 31. Vic Elford und Denny Hulme erreichten mit diesem Wagen den vierten Gesamtrang

Das dritte  6-Stunden-Rennen von Watkins Glen, auch Six-Hours and The Can-Am, The Glen, Watkins Glen, fand am 11. Juli 1970 in Watkins Glen statt und war der neunte Wertungslauf der Sportwagen-Weltmeisterschaft dieses Jahres.

## Vor dem Rennen
Bevor beim Langstreckenrennen in Watkins Glen die Startflagge fiel, waren die zwei wesentlichen Fragestellungen der Sportwagen-Weltmeisterschaft 1970 geklärt. Porsche hatte die Marken-Weltmeisterschaft der Konstrukteure gewonnen und durch den Erfolg von Hans Herrmann und Richard Attwood im Porsche 917K endlich erstmals die Gesamtwertung beim 24-Stunden-Rennen von Le Mans. 

## Das Rennen
In Watkins Glen fand der Konkurrenzkampf zwischen den 5-Liter-Prototypen von Porsche und den Werkswagen der Scuderia Ferrari seine Fortsetzung. Die Rennmannschaft von John Wyer meldete zwei Porsche 917K für die in der Saison so erfolgreichen Fahrerpaarungen Jo Siffert/Brian Redman und Pedro Rodríguez/Leo Kinnunen. Die beiden Porsche-Salzburg-917K erhielten eine neue grüne Lackierung und wurden offiziell von der nordamerikanischen Vertriebstochter Porsche Audi Division gemeldet, die den Einsatz der Wagen auch finanzierte. Der Ersatzmann für den nach dem Sieg in Le Mans zurückgetretenen Hans Herrmann wurde im McLaren-Formel-1-Piloten Denny Hulme gefunden. Hulme bestritt das Rennen gemeinsam mit Vic Elford. Den zweiten Porsche-Salzburg-917 fuhren Richard Attwood und Kurt Ahrens. Ferrari meldete zwei 512S Spyder für Mario Andretti/Ignazio Giunti und Jacky Ickx/Peter Schetty.  
Aus der Pole-Position startete Jo Siffert im Wyer-917K, der im Qualifikationstraining eine Zeit von 1:06,300 Minuten fuhr, was einem Schnitt von 200,986 km/h entsprach. Im Rennen gab es über die komplette Distanz einen Zweikampf der beiden Wyer-Porsche um den Gesamtsieg, den Rodríguez und Kinnunen am Ende mit einem Vorsprung von fast einer Runde für sich entschieden.

## Ergebnisse

### Schlussklassement
| 1               | S 5.0    | 2  | J. W. Automotive Engineering Ltd.         | Pedro Rodríguez Leo Kinnunen                   | Porsche 917K           | 308 |
| 2               | S 5.0    | 1  | J. W. Automotive Engineering Ltd.         | Jo Siffert Brian Redman                        | Porsche 917K           | 308 |
| 3               | S 5.0    | 92 | Ferrari S.P.A. SEFAC                      | Mario Andretti Ignazio Giunti                  | Ferrari 512 S Spyder   | 305 |
| 4               | S 5.0    | 31 | Porsche Audi Division                     | Vic Elford Denny Hulme                         | Porsche 917K           | 302 |
| 5               | S 5.0    | 91 | Ferrari S.P.A. SEFAC                      | Jacky Ickx Peter Schetty                       | Ferrari 512S Spyder    | 299 |
| 6               | S 5.0    | 32 | Porsche Audi Division                     | Richard Attwood Kurt Ahrens                    | Porsche 917K           | 295 |
| 7               | P 3.0    | 36 | International Martini & Rossi Racing Team | Helmut Marko Rudi Lins                         | Porsche 908/02         | 288 |
| 8               | S 5.0    | 50 | Ecurie Bonnier                            | Jo Bonnier Reine Wisell                        | Lola T70 Mk.3B GT      | 264 |
| 9               | S 5.0    | 35 | International Martini & Rossi Racing Team | Gijs van Lennep Gérard Larrousse               | Porsche 917K           | 260 |
| 10              | GT + 2.5 | 5  | Mallbank Racing                           | Bob Grossman Don Yenko                         | Chevrolet Camaro 427   | 243 |
| 11              | S 2.0    | 52 | Volkswagen North Central                  | Merv Rosen Dick Jacobs                         | Porsche 906            | 241 |
| 12              | S 2.0    | 53 | Nationwide Food Brokers Racing Team       | Hugh Wise Werner Frank                         | Porsche 906            | 236 |
| 13              | GT 2.5   | 77 | Toad Hall Racing                          | Bob Tullius Bruce Jennings                     | Porsche 911T           | 233 |
| 14              | GT 2.5   | 41 | Sport Motors                              | Jim Bandy Bruce Cargill                        | Lotus 47               | 233 |
| 15              | S 2.0    | 39 | Rainer Brezinka                           | Rainer Brezinka Horst Petermann Rudy Bartling  | Porsche 906            | 231 |
| 16              | GT 2.5   | 84 | Ralph Meaney Inc.                         | Gary Wright Francis Grant                      | Porsche 911T           | 223 |
| 17              | P 2.0    | 46 | Baker Motor Company                       | Wayne Christian Charles Reynolds Bobby Rinzler | Chevron B16            | 223 |
| 18              | GT 2.5   | 70 | Sylvain Garant                            | André Wicky Sylvain Garant                     | Porsche 911T           | 217 |
| 19              | P 2.0    | 45 | Baker Motor Company                       | Paul Richards Jim Baker                        | Chevron B16            | 206 |
| 20              | GT 2.5   | 94 | Ralph Meaney Inc.                         | Ralph Meaney Stephen Behr                      | Porsche 914/6          | 181 |
| Ausgefallen     |          |    |                                           |                                                |                        |     |
| 21              | GT + 2.5 | 20 | John Greenwood                            | Allan Barker John Greenwood                    | Chevrolet Corvette 427 | 116 |
| 22              | GT 2.5   | 37 | Sunoco                                    | Jacques Duval George Nicholas                  | Porsche 911T           | 92  |
| 23              | GT + 2.5 | 63 | Robert Luebbe                             | Robert Luebbe Michael Summers                  | Chevrolet Corvette 427 | 85  |
| 24              | S 5.0    | 33 | Gelo Racing Team                          | Georg Loos Franz Pesch                         | Ferrari 512S           | 24  |
| 25              | GT + 2.5 | 23 | Bill Schumacher                           | Bill Schumacher Robert Johnson                 | Chevrolet Corvette 427 | 8   |
| 26              | P 3.0    | 8  | Tony Dean                                 | Tony Dean Peter Revson                         | Porsche 908/02         | 3   |
| Nicht gestartet |          |    |                                           |                                                |                        |     |
| 27              | S 5.0    | 6T | J. W. Automotive Engineering              | Jo Siffert Leo Kinnunen Pedro Rodríguez        | Porsche 917K           | 1   |

1 Trainingswagen

### Nur in der Meldeliste
Hier finden sich Teams, Fahrer und Fahrzeuge, die ursprünglich für das Rennen gemeldet waren, aber aus den unterschiedlichsten Gründen daran nicht teilnahmen. 
| Pos. | Klasse | Nr. | Team                | Fahrer                       | Chassis     |
| ---- | ------ | --- | ------------------- | ---------------------------- | ----------- |
| 28   | GT 2.5 | 30  | Jim Netterstrom     | Jim Netterstrom Bob Bailey   | Porsche 911 |
| 29   | S 5.0  | 38  | William Wonder Inc. | William Wonder Ray Cuomo     | Ford GT40   |
| 30   | GT 2.5 | 40  | Walle Enterprises   | Ray Walle Richard Rubenstein | TVR Vixen   |

### Klassensieger
| Klasse   | Fahrer          | Fahrer           | Fahrer        | Fahrzeug             | Platzierung im Gesamtklassement |
| -------- | --------------- | ---------------- | ------------- | -------------------- | ------------------------------- |
| P 3.0    | Helmut Marko    | Rudi Lins        |               | Porsche 908/02       | Rang 7                          |
| P 2.0    | Wayne Christian | Charles Reynolds | Bobby Rinzler | Chevron B16          | Rang 17                         |
| S 5.0    | Pedro Rodríguez | Leo Kinnunen     |               | Porsche 917K         | Gesamtsieg                      |
| S 2.0    | Mev Rosen       | Dick Jacobs      |               | Porsche 906          | Rang 11                         |
| GT + 2.5 | Bob Grossman    | Don Yenko        |               | Chevrolet Camaro 427 | Rang 10                         |
| GT 2.5   | Bob Tullius     | Bruce Jennings   |               | Porsche 911T         | Rang 13                         |

### Renndaten
- Gemeldet: 30
- Gestartet: 26
- Gewertet: 20
- Rennklassen: 6
- Zuschauer: 45000
- Wetter am Renntag: kalt, leichter Regen
- Streckenlänge: 3,701 km
- Fahrzeit des Siegerteams: 6:00:47,700 Stunden
- Gesamtrunden des Siegerteams: 308
- Gesamtdistanz des Siegerteams: 1140,059 km
- Siegerschnitt: 189,592 km/h
- Pole Position: Jo Siffert – Porsche 917K (#1) – 1:06,300 = 200,986 km/h
- Schnellste Rennrunde: Pedro Rodríguez – Porsche 917K (#2) – 1:04,900 = 205,322 km/h
- Rennserie: 9. Lauf zur Sportwagen-Weltmeisterschaft 1970